# 刘念光
刘念光（1957年12月—），江苏靖江人，中国共产党党员，中国人民解放军中将。

## 生平
1974年毕业于建平县第一中学，1974年12月参加中国人民解放军，曾历任战士、文书、营部书记、师政治部秘书、组织科干事、连政治指导员、军政治部干部处干事、沈阳军区政治部干部部干事、沈阳军区政治部干部部计划调配处副处长、处长、第64集团军191师政治部主任、沈阳军区政治部宣传部副部长、第64集团军190师政治委员。1998年10月任第39集团军机械化190旅政治委员，2000年任39集团军装甲第3师政委，2006年任第40集团军政治部主任，2008年2月任第40集团军副政委，9月任政委，2013年12月任成都军区政治部主任，2016年1月任成都军区善后办政委。2017年升任国防科技大学政委。
2007年7月，晋升中国人民解放军少将军衔。2015年7月，晋升中国人民解放军中将军衔。